# Friville-Escarbotin
Friville-Escarbotin es una comuna francesa situada en el departamento de Somme, de la región de Alta Francia.

## Demografía
| 4 076 | 4 363 | 4 693 | 4 844 | 4 737 | 4 646 | 4 518 | 4 718 | 4 569 |
| Para los censos de 1962 a 1999 la población legal corresponde a la población sin duplicidades (Fuente: INSEE [Consultar]) |       |       |       |       |       |       |       |       |